# جونو باكون
جونو بيكون (بالإنجليزية: Jono Bacon)(الاسم الكامل جوناثان إدوارد جيمس بيكون) هو كاتب ومهندس برمجيات، أصله من المملكة المتحدة، ولكنه الآن مقيم في كاليفورنيا. يعمل كمستشار في إستراتيجية المجتمع.

## التاريخ
بدأ بيكون عمله مع مجتمع لينكس عندما قام بإنشاء موقع لينكس المملكة المتحدة. عندما غادر هذا المشروع انتقل إلى فريق كدي، حيث أنشأ موقع KDE: Enterprise وKDE Usability Study.
بدأ بيكون مسيرته المهنية في الصحافة في لينكس قبل أن ينتقل إلى عام 2006 للعمل في OpenAdvantage، للمساعدة في نقل المؤسسات إلى الحلول مفتوحة المصدر. من 4 سبتمبر 2006 حتى 28 مايو 2014، عمل في كانونيكال المحدودة مديرًا لمجتمع أوبونتو. من 29 مايو 2014 حتى 30 أكتوبر 2015، عمل في إدارة XPrize. في الفترة من 14 نوفمبر 2015 إلى مايو 2016، عمل بيكون مديراً لمجتمع غيت هاب. يعمل حاليًا كمستشار في إستراتيجية المجتمع.

## روابط خارجية
- جونو باكون على موقع ميوزك برينز (الإنجليزية)
- موقع Jono Bacon والمدونة